# TV4-nyheterna Västerås
TV4-nyheterna Västerås var en av TV4-gruppens 25 lokala stationer. Stationen bevakade nyhetshändelser i Västmanland och norra Södermanlands län (Eskilstuna, Strängnäs). De sände nyhetsprogram sex gånger om dagen i TV4 och Sjuan. Programmet sändes från Stockholm. Sändningarna startade 1993.
Under 2014 lades kanalen ned och ingen av de sex anställda erbjöds fortsatt anställning.